# Здоров'я (Apple)
Здоров’я — це мобільний додаток для інформатики в галузі охорони здоров’я, оголошений 2 червня 2014 року Apple Inc. на Всесвітній конференції розробників (WWDC). Додаток входить до складу iPhone та iPod Touch, які працюють під управлінням iOS 8 або новішої версії.
Додаток містить дані про стан здоров'я, такі як вимірювання артеріального тиску та рівень глюкози, але також може зберігати дані відстеження, такі як кількість кроків. Він може отримувати дані з фітнес-трекерів,  розумних годинників, розумних ваг та інших пристроїв.

## Про
Додаток Health знаходиться на iPhone та Apple Watch, піктограмою програми є білий значок із червоним серцем. Додаток Health має чотири основні категорії даних - активність, уважність, сон та харчування. Додаток може зберігати дані про стан здоров’я, дані відстеження та клінічні медичні записи, він пропонує профіль, який називається «Медичний ідентифікатор» для перших осіб, що реагують на нього, і може бути підключений до різних апаратних пристроїв та сторонніх додатків.
Спочатку додаток Health критикували за відсутність сумісних сторонніх додатків (під час випуску 17 вересня 2014 року разом із iOS 8), відстеження глюкози, належні пояснення даних про стан здоров’я та слабку роботу додатків . Зрештою Apple вирішила ці проблеми за допомогою оновлення програмного забезпечення.
"Медичний посвідчення особи" зберігається в додатку "Здоров'я", він був розроблений для тих, хто реагує на перші випадки, і містить алергію, ліки, групу крові та статус донора органів. Станом на липень 2016 року користувачі iOS 10 або пізнішої версії в США змогли зареєструватися як донор органів, очей та тканин у програмі Apple Health.
У 2018 році Apple Watch series 4 почала пропонувати персональне вимірювання ЕКГ та моніторинг стану серця, що зберігатиметься в додатку Health.
У 2019 році додаток Health отримав перероблений дизайн в рамках iOS 13, що спростило навігацію додатком, замінивши інформаційну панель на вкладку "Підсумок", а все інше розмістило на вкладці "Огляд", подібно до попередньої вкладки "Дані про здоров'я". Також було доступно відстеження циклів та моніторинг рівня шуму.
"Записи здоров’я" від Apple - це місце для зберігання ваших медичних клінічних записів, і воно доступне, якщо ваш медичний страховик або лікарня зареєстровані в програмі Apple Health Records.
Станом на 2020 рік типи даних, що зберігаються в додатку Health, включають кроки, відстань ходьби та бігу, підняті польоти, частоту серцевих скорочень, харчування, аналіз сну, мінливість серцевого ритму та вагу.
Станом на 2020 р пристрої та апаратні засоби, сумісні з додатком охорони здоров'я включають, Вертикально Go 2 постава тренера, La Roche-Posay Мій УФ датчик шкіри, Beddit сну монітор, Withings смарт — монітор артеріального тиску, Withings термометр і Withings розумні ваги.

## Електронні медичні картки
У 2018 році була введена компанія Apple Record "Health Records", яка дозволила користувачам iOS 11.3 або новіших версій імпортувати свої медичні записи від лікаря чи лікарні.
6 червня 2019 р. Медичний центр Північної Луїзіани оголосив про ранню співпрацю з Apple, щоб дозволити клінічні медичні записи, які передаються через додаток . Незабаром після того, як Apple почала дозволяти сумісні електронні медичні записи (EHR) самостійно реєструватися в проекті "Health Records". Інші партнерські відносини у 2019 році включали Медичний центр Університету Теннессі в Ноксвіллі, Медичний центр Південного Арканзасу; Північно-західне здоров'я Спрінгдейла, штат Арканзас; Система охорони здоров’я Квінсі, штат Іллінойс; Doylestown Health Пенсільванії; Францисканське здоров'я ; Медичний центр Bayhealth в Дуврі, штат Делавер, та Департамент у справах ветеранів США.

## Співробітники
У липні 2018 року Apple найняла кардіолога доктора Алексіса Бітті під час роботи над інтеграцією Apple Watch та Health. У червні 2019 року колишній головний інформаційний директор фармацевтичної компанії AstraZeneca Девід Смолі був прийнятий на посаду віце-президента Apple.
У жовтні 2019 року колишній кардіолог медичного центру Колумбійського університету, доктор Девід Тей приєднався до компанії Apple Health.

## HealthKit API

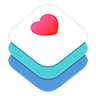
Логотип HealthKit

HealthKit — це супровідний інтерфейс програмування для розробників (API), що входить до iOS SDK (Software Development Kit) для Mac. Він використовується розробниками програмного забезпечення для розробки додатків, які мають розширюваність і здатні взаємодіяти з додатками для здоров'я та фітнесу на iOS.
Після випуску iOS 8 17 вересня 2014 року Apple видалила зі свого App Store усі сумісні з HealthKit програми, щоб виправити помилку, що спричинила проблеми зі стільниковим зв'язком та Touch ID, а потім повторно випустила Healthkit із випуском iOS 8.0.2, 26 вересня 2014 р..
Станом на лютий 2017 року кілька виробників, крім Apple, продавали обладнання, яке підтримувало HealthKit.

### API ResearchKit та CareKit

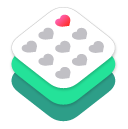
Логотип ResearchKit

ResearchKit та CareKit — це дві інші основи програмного забезпечення, пов’язані зі здоров’ям, які Apple представила для подальшого розвитку можливостей HealthKit, дозволяючи розробникам програм створювати програми для збору медичних досліджень та дотримання планів догляду відповідно . Обидва API можуть взаємодіяти із додатком для охорони здоров’я та полегшити обмін медичною інформацією між пацієнтами та лікарями.
Apple також представила автономний додаток для досліджень для пристроїв iOS та watchOS, що дозволяє користувачам добровільно брати участь і брати участь у довгострокових дослідженнях, що проводяться Apple та різними партнерами у галузі охорони здоров'я.

## Зовнішні посилання
- Офіційний сайт
- Перший медичний пристрій HealthKit [Архівовано 5 березня 2016 у Wayback Machine.]
- Експортувати дані про стан здоров’я [Архівовано 6 березня 2021 у Wayback Machine.]